# پام بیچ (فلوریدا)
پالم بیچ (به انگلیسی: Palm Beach) شهرکی در شهرستان پالم بیچ ایالت فلوریدا است که در سال ۱۹۱۱ بنیان‌گذاری شده‌ است. این شهرک طبق سرشماری سال ۲۰۱۰ میلادی، ۱۰٬۳۹۴ نفر جمعیت داشته و مساحت آن نیز ۲۷٫۰ کیلومتر مربع است.